# بونتوس جانسون
بونتوس سفين جستاف جانسون (بالسويدية: Pontus Sven Gustav Jansson)‏ (مواليد 13 فبراير 1991 في أرلوف، السويد) هو لاعب كرة قدم سويدي، يلعب مع نادي برينتفورد في الدوري الإنجليزي الممتاز ومنتخب السويد لكرة القدم في مركز قلب الدفاع.

## روابط خارجية
- بونتوس جانسون على موقع الاتحاد الأوربي (الإنجليزية)
- بونتوس جانسون على موقع اتحاد السويد (السويدية)
- بونتوس جانسون على موقع قاعدة بيانات كرة القدم.إي يو (الإنجليزية)
- بونتوس جانسون على موقع ناشيونال فوتبول تيمز (الإنجليزية)
- بونتوس جانسون على موقع Soccerbase.com (لاعب) (الإنجليزية)
- بونتوس جانسون على موقع Soccerway.com (الإنجليزية)
- بونتوس جانسون على موقع عالم كرة القدم.نت (الإنجليزية)
- بونتوس جانسون على موقع AS.com (الإسبانية)